# Alb (dopływ Renu koło Albbruck)
Alb – rzeka w południowo-zachodnich Niemczech, w Badenii-Wirtembergii, w rejencji Fryburg, prawy dopływ Renu.

## Ważniejsze miejscowości nad Alb
- Bernau im Schwarzwald
- St. Blasien
- Görwihl
- Albbruck